# Touffreville
Touffreville ist eine französische Gemeinde mit 340 Einwohnern (Stand: 1. Januar 2022) im Département Eure in der Region Normandie (vor 2016 Haute-Normandie). Sie gehört zum Arrondissement Les Andelys und zum Kanton Romilly-sur-Andelle. Die Einwohner werden Touffrevillais genannt.

## Geographie
Touffreville liegt etwa 35 Kilometer ostsüdöstlich von Rouen. Umgeben wird Touffreville von den Nachbargemeinden Rosay-sur-Lieure im Nordwesten und Norden, Lyons-la-Forêt im Nordosten, Lisors im Nordosten und Osten, Mesnil-Verclives im Osten und Südosten, Écouis im Süden, Val d’Orger im Südwesten und Westen sowie Ménesqueville im Westen.

## Bevölkerungsentwicklung
| Jahr                       | 1962 | 1968 | 1975 | 1982 | 1990 | 1999 | 2006 | 2019 |
| Einwohner                  | 249  | 295  | 266  | 277  | 278  | 277  | 308  | 353  |
| Quellen: Cassini und INSEE |      |      |      |      |      |      |      |      |

## Sehenswürdigkeiten
- Kirche Saint-Pierre aus dem 18. Jahrhundert
- Mühle

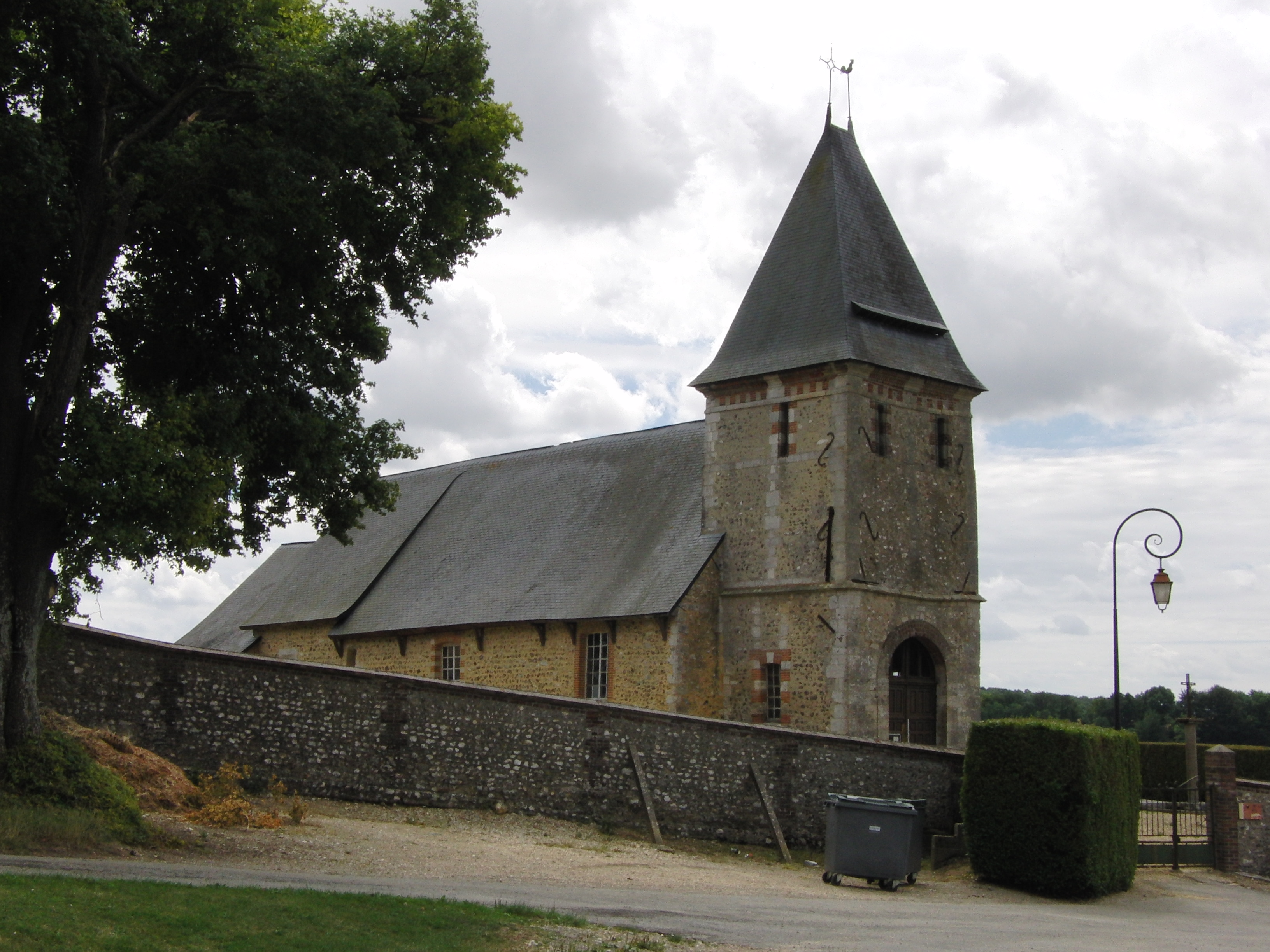
Kirche Saint-Pierre
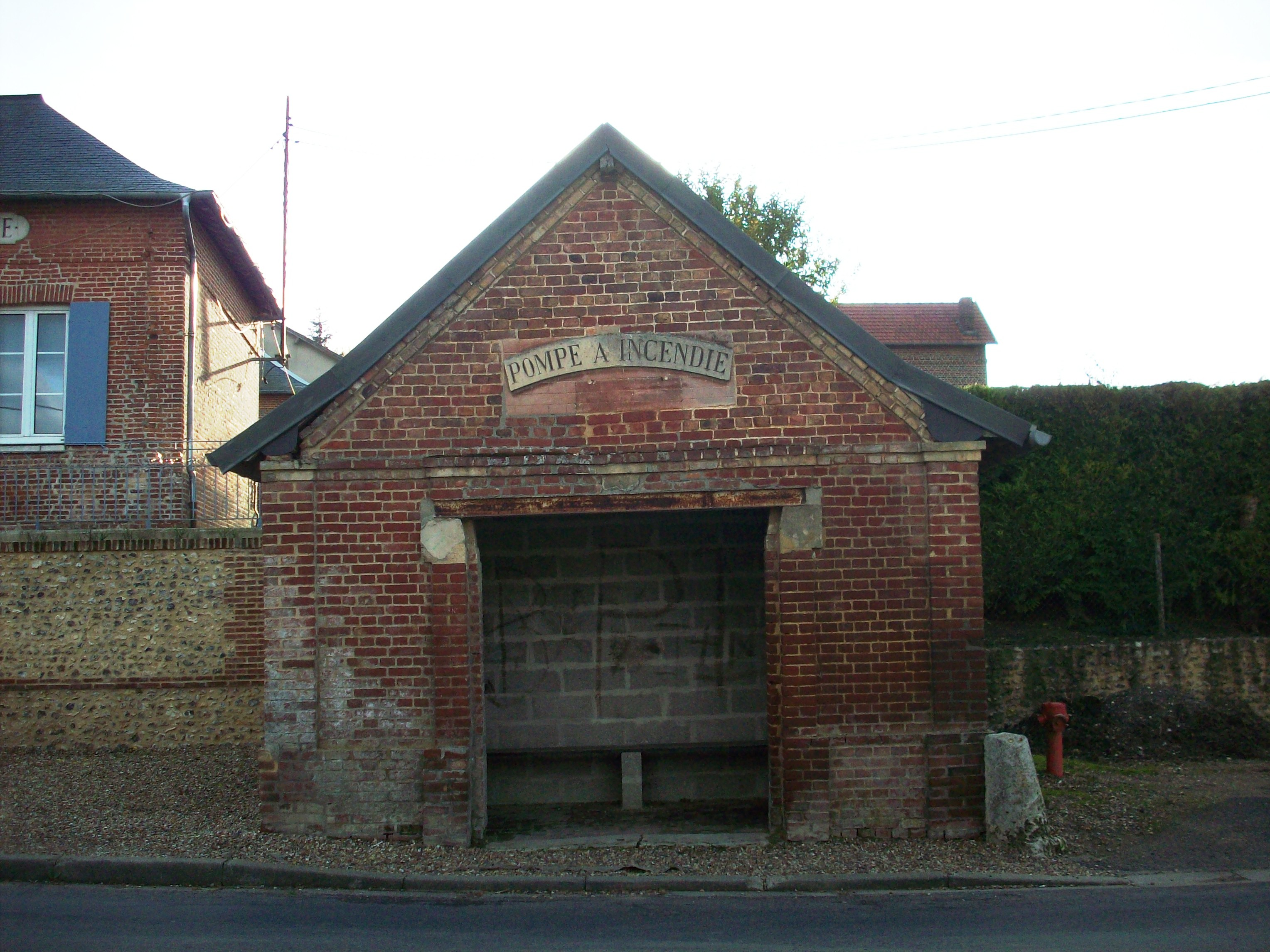
Früheres Feuerwehrhaus, heute Buswartehäuschen